# 河头镇 (平远县)
河头镇，是中华人民共和国广东省梅州市平远县下辖的一个乡镇级行政单位。

## 行政区划
河头镇下辖以下地区：
河头村、象牙村、河清村、樟坑村、黄田村、珠坑村、田心村、向阳村和双溪村。